# اودا اپارکا
اودا اپارکا (به لاتین: Uda Aparekka) یک منطقهٔ مسکونی در سری‌لانکا است که در استان جنوبی (سری‌لانکا) واقع شده‌است.